# Edvard Westerlund
Edvard Westerlund (ur. 1 lutego 1901 w Helsinkach, zm. 7 grudnia 1982 tamże), fiński zapaśnik. Dwukrotny medalista olimpijski.
Walczył w obu stylach, jednak medale olimpijskie zdobywał w klasycznym. W Paryżu w 1924 zdobył olimpijskie złoto. Cztery lata później wywalczył brązowy krążek. Dwa razy stawał na podium mistrzostw świata (tytuł mistrzowski w 1922). Wielokrotnie – w obu stylach – był medalistą mistrzostw Finlandii.
Jego starsi bracia Emil i Kalle byli również zapaśnikami i olimpijczykami (Kalle brązowym medalistą w 1924)

## Starty olimpijskie (medale)
Paryż 1924
- styl klasyczny do 75 kg – złoto

Amsterdam 1928
- styl klasyczny do 67,5 kg – brąz